# Зайкевич Анастасій Єгорович
Зайкевич Анастасій Єгорович (1842, хутір Матяшівський, нині село Матяшівка Лубенський район, Полтавська область — грудень 1931, Лубни) —— український вчений-агроном, фізіолог рослин, помолог та етнограф.

## Біографія
Походив з козаків Лубенського полку Гетьманщини. Народився 1842 року в Матяшівці, Лубенського повіту Полтавської губернії у дворянській родині Зайкевичів.
Навчався у Київському військовому училищі, згодом отримав атестат зрілості у 2-й Харківській гімназії. У 1870 закінчив університет в Одесі. Залишився при ньому для наукової роботи та підготовки до професорського звання. У 1872—1873 роках вивчав агрономію за кордоном: був відряджений до Боннського та Лейпцизького університетів.
З 1876 року працював у Харківському університеті: спочатку — лаборант при кафедрі хімії фізико-математичного факультету; з 1877 — приват-доцент, з 1878 —доцент по кафедрі агрономії фізико-математичного факультету; з 1894 — займав посаду екстраординарного професора по тій же кафедрі; організував агрономічну лабораторію. Загалом 38 років очолював кафедру агрономії. З 1886 року — почесний член Полтавського сільськогосподарського товариства.
У 1915-1930 роках завідував польовим відділом селекційної дослідної станції у селі Солониця в Лубенському районі.
У 1916 році став одним із засновників першої в Україні дослідної станції лікарських рослин у селі Березоточа під Лубнами.
Був співавтором сорту люцерни Грімм-Зайкевича та автор сорту м'яти Mitcham.
Загалом, з 1855 по 1929 роки за участі чи з ініціативи Зайкевича на Полтавщині було засновано більше 30 дослідних станцій та полів.
Зайкевич створив кілька провідних на свій час сортів сільськогосподарських рослин, вважається одним з кращих дослідників буряка, соняшника, сої, тютюну. Він першим довів, що урожайність можна суттєво підвищити, якщо вносити добрива в рядок разом з насінням. 
Окрім селекції і агрономії, Зайкевич вивчав гончарне мистецтво, зібрав першу колекцію опішнянської кераміки. Видав ілюстрований альбом Мотиви малоросійського орнаменту гончарного виробництва (Полтава, 1883), у якому описано близько 100 орнаментів мисок, горщиків, глечиків, кахелю та інших керамічних виробів. Цей альбом став настільною книгою для учнів створеного за його участі 1896 року Миргородського керамічного училища (нині Миргородський фаховий коледж імені Миколи Гоголя Національного університету «Полтавська політехніка імені Юрія Кондратюка). 
Також Зайкевич пропагував творчість Тараса Шевченка, записував народні пісні для композитора Миколи Лисенка.
Помер у Лубнах у 1931 році.
На згадку про вченого названо вулицю у Полтаві, в селі Солониця на Полтавщині. В пам'ять про нього встановлено меморіальні дошки у Солониці та Опішні.  
Прадід українського журналіста Станіслава Журавля.

## Наукові публікації
Складав звіти про різні дослідження, проведені на дослідних полях Харківського сільськогосподарського товариства. Брав участь в організації сільськогосподарських виставок та з'їздів.
- «Физиологическое исследование над дыханием корней» (Харьков : Унив. тип., 1877. — 61 с., 2 л. черт.; магистерская диссертация);
- «О необходимости развития пчеловодства и исследования состояния его в южном крае» ([Одесса] : тип. П. Францова, ценз. 1880. — 37 с.);
- «Об устройстве опытного поля в Тростянце» (Харьков, 1880);
- «О некоторых сторонах культуры сахарной свекловицы» (1888);
- «Агрономия как наука вообще и университетская в частности» (Харьков: тип. В. С. Бирюкова, 1891. — 55 с.);
- Опытные поля (Харьковского сельскохозяйственного общества за 1881–1888 гг.): Краткий отчет о результатах, полученных на опытных полях Харьковского общества сельского хозяйства за период их деятельности с 1881 по 1888 года. Х., 1888;
- Отчет о работах, произведенных на опытных полях (Морочанское опытное поле). Х., 1889 (співавтор);
- Задачи исследований в области культуры сахарной свеклы и их организация. Х., 1891;
- К вопросу о выборе сортов кормовой свеклы // Хуторянин. 1913. № 8.